# João I Lemígio
João I Lemígio (ou Joannes Lemigius Thrax) (morto em 615) foi um exarca de Ravena de 611 a 615.
João foi feito exarca de Ravena, em 611, sucedendo a Esmaragdo II. Ele parece ter evitado guerra com os Lombardos durante todo o seu reinado. Em 615 ele foi morto com um número de funcionários. O Liber Pontificalis menciona que um dos primeiros atos de seu sucessor, Eleutério, foi o de ordenar a morte das pessoas acusadas de desempenhar um papel na morte do exarca João.